# 黄岛炮台
黄岛炮台，位于山东省威海市环翠区刘公岛，为全国重点文物保护单位“刘公岛甲午战争纪念地”之一。现隶属中国甲午战争博物馆。

## 简介
黄岛位于刘公岛最西端，距威海湾北山嘴仅1.6海里，与北山嘴共同扼守威海湾北口。清朝末期之前称“望台岛”，曾是独立的岛屿，只有落潮后才能涉海抵达。1888年北洋海军成军后，1889年北洋护军统领张文宣率将士将黄岛与刘公岛之间的浅滩填石筑路，加固形成一道挡浪堤，与刘公岛相连，成为刘公岛和黄岛之间唯一的陆路通道。又在挡浪堤以南新形成的小海湾里建设了停泊和维修小型舰艇用的麻井子船坞。北洋海军还曾在黄岛修建灯塔一座，后被岛外金线顶灯塔取代。
1891年，北洋护军统领张文宣率三营1500名将士，开始在黄岛建设炮台、坑道、兵舍。坑道平均开挖深度约5米、宽度约5米，总长度400米；兵房开挖长度30米、进深20米、深5米；兵房前辟平地，长100米，宽30米，深3米；黄岛炮台土石方开挖总量约为22000多立方米。威海卫沿岸多为沙砾岩地质，间有花岗岩地质，当时施工技术条件落后，建设炮位须“轰山拓地以作台基，用力尤巨。”土石方工程只好靠车推人挑，“取土运料皆远，极费工力。”
黄岛炮台设计科学，布局严谨，结构坚固。炮台的地下坑道、兵舍、弹药库相连。坑道为券顶结构，花岗岩砌筑，水泥灌浆，高约2米，宽约1.5米，总长度将近300米，炮兵可直接通过坑道进入炮位。兵舍依山崖而建，顶部和炮台处在同一平面，冬暖夏凉，安全隐蔽。
黄岛炮台设有240毫米口径平射炮4门、60毫米口径行营炮2门、速射炮3门。1894年建成后由北洋护军驻守，与威海北岸炮台（北帮炮台）形成交叉火力，可封锁威海湾北口。
甲午战争中，1894年8月12日夜间，日本联合舰队6艘舰艇驶近威海湾北口试探性骚扰，黄岛炮台与北山嘴炮台各开数炮，击退日舰。1895年2月6日，日本陆军在威海湾北岸架设快炮，与海上的联合舰队配合夹击刘公岛及北洋舰队。黄岛炮台与北洋海军的靖远舰、济远舰、平远舰、广丙舰配合，炮击威海湾北岸和日舰，击退日本联合舰队。1895年2月17日，刘公岛向日本投降后，黄岛炮台被日军占领。其后，黄岛炮台大炮被日军拆除。
1897年末德国占领胶州湾，俄国占领旅顺口后，英国以均衡俄国势力为由，向清廷提出租占威海卫的要求。在向德国承诺不修筑内地铁路、代清政府垫付了日本甲午战争剩余赔款、协商已占领威海卫三年的日军退出威海卫之后，1898年5月19日英舰“水仙花”号驶入威海港，与山东候补道严道洪以及“复济”号兵船管带、北洋海军前游击林颖启共同接管了日军退出后的营地。
1898年5月24日，英国租借威海卫的交接仪式在已失去军事功能的黄岛炮台下举行，根据中、英、日三方协商，先于前一日降下日本国旗，升起大清龙旗，再于本日的仪式上升起英国国旗，并演奏英国国歌和大清的国歌，在宣读完毕之后，降下大清龙旗。仪式前，一队英军和部分“复济号”水兵围成方阵，林颖启向到场中国民众和官兵解释仪式性质，“水仙花”号舰长金·霍尔宣读占领宣言。随后在军乐队奏响的英国国歌声中，英国国旗升起，停泊在港湾的中外军舰齐鸣礼炮。本日也是英国维多利亚女王的诞辰，威海卫成了她的“生日礼物”。在场的英国水兵欢呼“女王万岁”，而中国“复济号”水兵目睹了这一屈辱，张伯苓便是其中一员。
黄岛顶部平坦宽阔，东望威海卫城及山岭，北望大海。将交接地选在黄岛炮台显示了刘公岛在英国人眼中的重要地位。大清此前在和英国公使谈判时曾提出，刘公岛西半部陆地需由中国管辖，但英方坚决拒绝，清政府只好放弃。1930年中国收回威海卫时，刘公岛被英国续租，定期十年。
英国强租威海卫期间，英国在威海卫的军事行政中心设于刘公岛，黄岛一度成为驻扎英军的兵营。炮台上下布满英军帐篷及临时营房。1902年，威海卫文职行政长官到任以后，行政机关迁往大陆，同时英国放弃了在刘公岛建设永久性海军基地的计划，驻威海卫英军大幅减少，黄岛兵营随之撤销。此后英国海军为发挥过去北洋海军时期建成的麻井子船坞的功能，在黄岛炮台前靠近麻井子船坞之处建设了两排建筑，作为舰艇维修车间和屯煤的仓库。另据1942年日本人绘制的刘公岛示意图，该处几栋建筑标为苦力房，说明该时期这里是刘公岛上受雇劳工的居所。
黄岛炮台的形制与公所后炮台近似。现炮基尚存，地下工事保存完好。1988年黄岛炮台作为“刘公岛甲午战争纪念地”之一被公布为全国重点文物保护单位。中华人民共和国成立后，中国人民解放军海军对船坞防浪堤进行了加宽加固，拆除了黄岛炮台前的建筑，并在原址重新建设了两排兵舍。1990年代，驻刘公岛的中国人民解放军海军在黄岛建兵器馆，并与黄岛炮台遗址共同对外开放。